# Jordan Rudess
Jordan Charles Rudess, född 4 november 1956 i New York, USA, är en amerikansk musiker. Han spelar klaviatur i Dream Theater och har tidigare varit medlem i Liquid Tension Experiment och Dixie Dregs.
Rudess började spela piano vid sju års ålder, då hans klassföreståndare uppmärksammade hans talang. Efter en månad började hans pianolärare att träna honom gratis, då även han såg Rudess potential. Rudess genomförde sin musikaliska utbildning vid 19-årsåldern på Juilliard School of Music, och är medlem i progressive metal-bandet Dream Theater sedan albumet Scenes from a Memory (1999). 
Tidningen Music Radar hade 2011 en omröstning "best keyboard of all time" och den vann Jordan Rudess.

## Diskografi (urval)
Soloalbum
- 1988 – Arrival
- 1993 – Listen
- 1997 – Secrets of the Muse
- 1999 – Resonance
- 2001 – Feeding the Wheel
- 2002 – 4NYC
- 2002 – Christmas Sky
- 2004 – Rhythm of Time
- 2006 – Prime Cuts
- 2007 – The Road Home
- 2009 – Notes on a Dream
- 2013 – All That Is Now
- 2014 – Explorations
- 2015 – The Unforgotten Path

Studioalbum med Dream Theatre
- 1999 – Metropolis Part 2: Scenes from a Memory
- 2002 – Six Degrees of Inner Turbulence
- 2003 – Train of Thought
- 2005 – Octavarium
- 2007 – Systematic Chaos'
- 2009 – Black Clouds and Silver Linings
- 2011 – A Dramatic Turn of Events
- 2013 – Dream Theater
- 2016 – The Astonishing

Studioalbum med Liquid Tension Experiment
- 1998 – Liquid Tension Experiment
- 1999 – Liquid Tension Experiment 2